# Multimedia Messaging Service
Der Multimedia Messaging Service (MMS; deutsch „Multimedia-Nachrichtendienst“) ist als Weiterentwicklung von SMS (Short Message Service) und EMS (Enhanced Message Service) anzusehen und bietet die Möglichkeit, mit einem Mobiltelefon multimediale Nachrichten an andere mobile Endgeräte oder an normale E-Mail-Adressen zu schicken. MMS wird von 3GPP und OMA standardisiert.
Als Nachfolger der MMS (und SMS und EMS) wurde das Protokoll Rich Communication Services (RCS) eingeführt. 
Stand 2025 sind in vielen Mobilfunknetzen keine Übertragung von MMS-Nachrichten mehr möglich, während der Vorgänger SMS weiterhin von allen Mobilfunkbetreibern unterstützt wird.

## Funktionsweise
Konnten beim Angebot Short Message Service (SMS) nur kurze (in der Regel 160 Zeichen), formatlose Textnachrichten verfasst werden, erlaubte EMS bereits das Erzeugen von längeren Nachrichten, die auch Formatierung (fettgedruckt, schräggestellt u. ä.) und kleinere Bilder (Emoticons) enthielten.
Mit MMS können nahezu beliebige Nachrichten mit multimedialem Inhalt verschickt werden. Eine Multimedia Message (MM) darf dabei aus beliebig vielen Anhängen beliebigen Typs bestehen. Damit ist es möglich, simple Texte mit bis zu 30.000 Zeichen, komplexe Dokumente, Bilder und sogar kurze Videosequenzen an einen oder mehrere Empfänger zu verschicken. Eine prinzipielle Größenbeschränkung gibt es nicht, allerdings können Endgeräte nur MMS mit einer maximalen, Endgeräte-abhängigen Größe verarbeiten. Aus diesem Grund versuchen die Netzbetreiber, den Inhalt der zu empfangenden MM im MMSC (Multimedia Messaging Center) an das empfangende Endgerät anzupassen. Diese Funktionalität wird Transcoding genannt und funktioniert z. B. über das Verkleinern von Bildern. Derzeit haben alle deutschen Netzbetreiber eine maximale Nachrichtengröße von 300 KiB implementiert. Einige Anbieter haben – unabhängig vom verwendeten Netzbetreiber – weitere Beschränkungen implementiert, wie z. B. maximal 78 Zeichen für den Betreff und maximal 1500 Zeichen im Nachrichtenfeld bei GMX.
Um zu beschreiben, wie die Multimedia-Elemente dem Empfänger angezeigt werden, wird die Beschreibungssprache SMIL verwendet. SMIL, ein XML-Format, definiert den Ablauf der Slideshow, also in welcher Reihenfolge, Anordnung und für wie lange die einzelnen Elemente dem Empfänger angezeigt werden.
MMS ist nicht kompatibel zu SMS oder EMS, Endgeräte müssen MMS explizit unterstützen. Umgekehrt erscheint ein MMS-fähiges Gerät aus Anwendersicht zwar abwärtskompatibel zu SMS, faktisch betrifft dies jedoch allenfalls das Benutzerinterface, die dahinterliegende Technik implementiert jedoch unterschiedliche und in beide Richtungen inkompatible Datenformate.
Technisch baut MMS an vielen Stellen auf bestehenden Standards auf: Die Übertragung der Daten erfolgt über GPRS, zur Kommunikation mit dem Endgerät wird WAP verwendet, die Spezifikation beinhaltet Schnittstellen zur Kommunikation mit E-Mail-Gateways und anderen MMSCs, die auf SMTP beruhen. Zur Kommunikation mit sogenannten VAS (Value Added Services) wird SOAP benutzt. Die Kodierung des Nachrichten-Bodies basiert auf MIME. Im Vergleich zu SMS ist MMS sehr viel stärker an E-Mail angelehnt.
Seit Aufkommen des Mobilfunk-Internets haben viele Anbieter den Übertragungsmodus auf einen internetbasierten Datenaustausch umgestellt, was zur Folge hat, dass ohne aktive (i. d. R. kostenpflichtige) Internet-Verbindung über Mobilfunk (auch Mobildaten genannt – WLAN zählt dahingehend nicht) keine MMS ausgeliefert werden kann. Ohne aktive Mobilfunk-Datenverbindung ist der Nutzer gezwungen, über ein internetfähiges Gerät die MMS via Website des Anbieters abzurufen. Je nach Anbieter wird erst 48h lang versucht, die MMS an das Endgerät auszuliefern, was immer fehlschlägt. Klappt das dann (nach 48h) nicht, wird automatisch eine SMS mit dem Weblink zur im Internet abrufbaren MMS verschickt.

## Handy-Konfiguration
Für den MMS müssen die mobilen Endgeräte entsprechend eingestellt werden. In der Regel werden Geräte, die direkt vom Mobilfunkbetreiber vertrieben werden, entsprechend vorkonfiguriert ausgeliefert.
Eingestellt werden müssen abhängig vom Mobilfunkbetreiber:
- GPRS-Datendienst (APN)
- WAP-Gateway (IP-Adresse)
- MMS-Server (URL)

Bei manchen Netzbetreibern (z. B. E-Plus) funktionierte der MMS-Empfang eines Anwenders nur, wenn dieser zuvor selbst eine MMS verschickt hatte.

## Protokolle
In Verbindung mit dem MMS-Standard wurden mehrere Protokolle definiert:
- EAIF – Nokias "External Application Interface"
- MM1, MM2, MM3, MM4, MM5, MM6, MM7, MM8

## Situation in Deutschland
In Deutschland begann im April 2002 Vodafone als erstes mit der Einführung. Als MMS-Postkarte konnte von 2003 bis etwa 2010 auch ein gedrucktes Endprodukt über die Briefpost versendet werden. 
Der Versand einer MMS kostet anbieterübergreifend 39 Cent und ist nicht in Telefon-Flatrates enthalten. Im Ausland wird sogar für den bloßen Empfang einer MMS eine Gebühr berechnet.
Vodafone schaltete den MMS-Dienst am 17. Januar 2023 ab. Die Deutsche Telekom und o2 wollen MMS mindestens bis Ende 2024 unterstützen.
Vor diesem Hintergrund stellten ebenfalls auch Online-Anbieter die MMS-Versandfunktion ein, wie etwa GMX indirekt kommuniziert über eine aktualisierte Hilfeseite im Jahr 2024.
Stand 2025 wird im 1&1-Mobilfunknetz weiterhin MMS sowohl im alten Telefónica-Bestandsnetz als auch im eigenen neuen 5G-Netz unterstützt.

## Situation in der Schweiz
In der Schweiz wurde MMS abgeschaltet.
Swisscom hat MMS im Jahr 2002 eingeführt. Im Jahr 2022 teilte Swisscom mit, dass der Dienst per 1. Januar 2023 eingestellt werde. Die Nutzung sei seit 2013, infolge der zunehmenden Verbreitung von Messenger-Apps wie Whatsapp, stark rückläufig gewesen. Salt stellte den MMS-Dienst am 10. Januar 2023 ein. Auch der letzte Anbieter, Sunrise hat diesen Dienst eingestellt, am 17. März 2024.